# Піттсвілл (Вісконсин)
Піттсвілл (англ. Pittsville) — місто (англ. city) в США, в окрузі Вуд штату Вісконсин. Населення — 813 особи (2020).

## Географія
Піттсвілл розташований за координатами 44°26′30″ пн. ш. 90°8′11″ зх. д. / 44.44167° пн. ш. 90.13639° зх. д. (44.441615, -90.136441).  За даними Бюро перепису населення США в 2010 році місто мало площу 5,12 км², з яких 5,09 км² — суходіл та 0,03 км² — водойми.

## Демографія
Згідно з переписом 2010 року, у місті мешкали 874 особи в 338 домогосподарствах у складі 238 родин. Густота населення становила 171 особа/км².  Було 378 помешкань (74/км²).
Расовий склад населення:
| - 97,9 % — білих - 0,8 % — азіатів - 0,3 % — корінних американців |

До двох чи більше рас належало 0,9 %. Частка іспаномовних становила 0,8 % від усіх жителів.
За віковим діапазоном населення розподілялося таким чином: 27,5 % — особи молодші 18 років, 58,0 % — особи у віці 18—64 років, 14,5 % — особи у віці 65 років та старші. Медіана віку мешканця становила 36,0 року. На 100 осіб жіночої статі у місті припадало 100,0 чоловіків;  на 100 жінок у віці від 18 років та старших — 100,0 чоловіків також старших 18 років.
Середній дохід на одне домашнє господарство  становив 52 119 доларів США (медіана — 41 691), а середній дохід на одну сім'ю — 58 789 доларів (медіана — 45 909). Медіана доходів становила 43 250 доларів для чоловіків та 31 354 долари для жінок. За межею бідності перебувало 12,4 % осіб, у тому числі 12,0 % дітей у віці до 18 років та 17,7 % осіб у віці 65 років та старших.
Цивільне працевлаштоване населення становило 412 осіб. Основні галузі зайнятості: освіта, охорона здоров'я та соціальна допомога — 24,3 %, виробництво — 23,3 %, транспорт — 14,1 %, роздрібна торгівля — 10,7 %.